# Usage en droit du travail français
En droit du travail français, un usage est un avantage en nature ou en espèce accordé aux salariés d'une entreprise, devant répondre à des critères de constance, de fixité et de généralité, et dont la suppression ne peut résulter que d'une procédure de dénonciation.

## Critères de l'usage
L'usage est une création jurisprudentielle. Ainsi, la Cour de Cassation juge que pour être qualifié d'usage, l'avantage doit répondre à des caractères de généralité, de constance et de fixité.

## Dénonciation de l'usage
Pour supprimer cet avantage, l'employeur est tenu de respecter une procédure dite de "dénonciation". Celle-ci requiert l'information de tous les salariés potentiellement bénéficiaires de cet usage.